# Krchleby (district de Rychnov nad Kněžnou)
Pour les articles homonymes, voir Krchleby.
Krchleby (en allemand : Kirchles) est une commune du district de Rychnov nad Kněžnou, dans la région de Hradec Králové, en République tchèque. Sa population s'élevait à 97 habitants en 2020.

## Géographie
Krchleby se trouve à 6 km au sud-sud-est de Kostelec nad Orlicí, à 11 km au sud-sud-ouest de Rychnov nad Kněžnou, à 33 km à l'est de Hradec Králové et à 129 km à l'est-nord-est de Prague.
La commune est limitée par Svídnice et Vrbice au nord, par Chleny à l'est, par Borovnice au sud et par Kostelecké Horky à l'ouest.

## Histoire
La première mention écrite de la localité date de 1227.

## Galerie

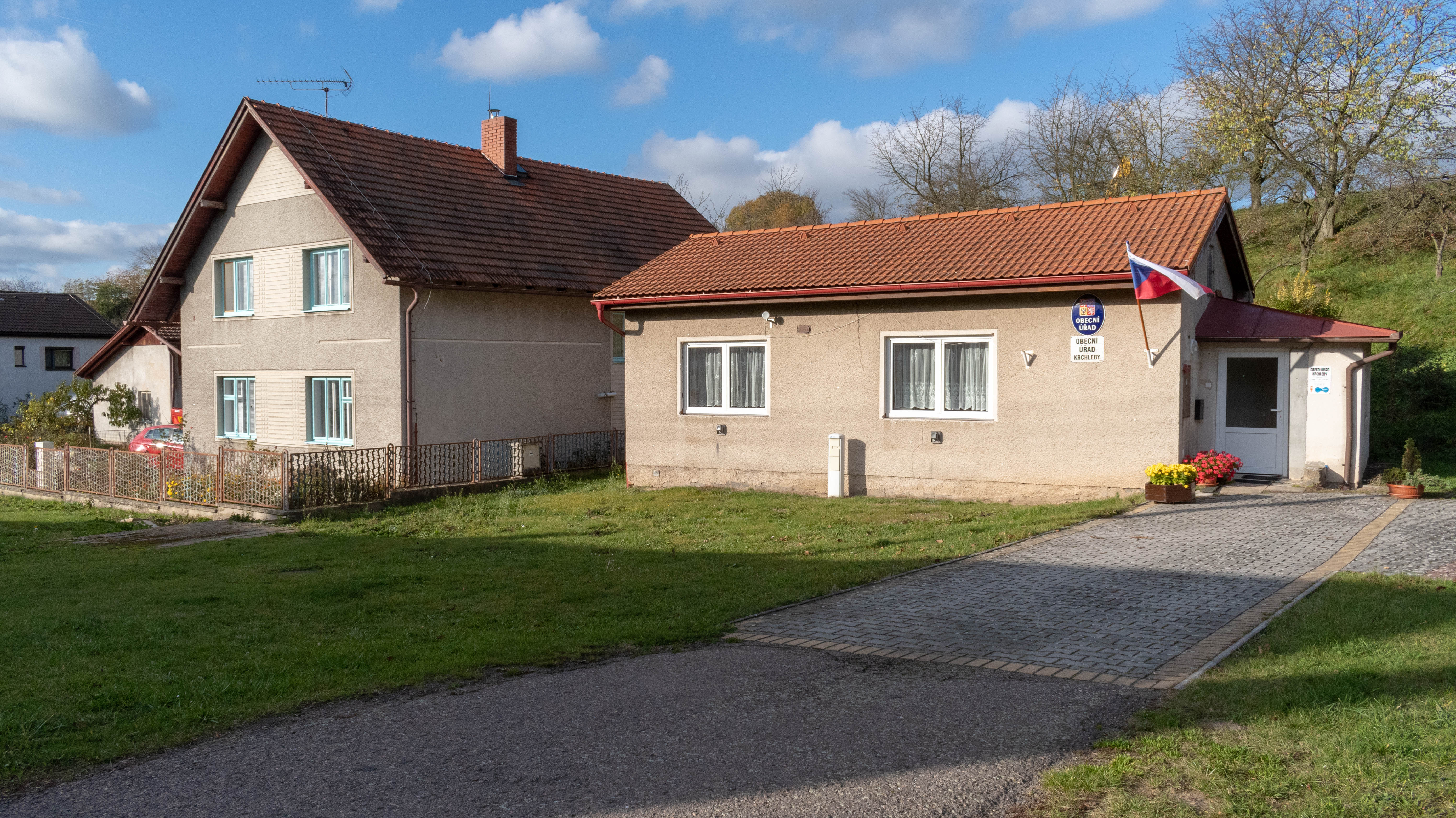
Krchleby : la mairie.
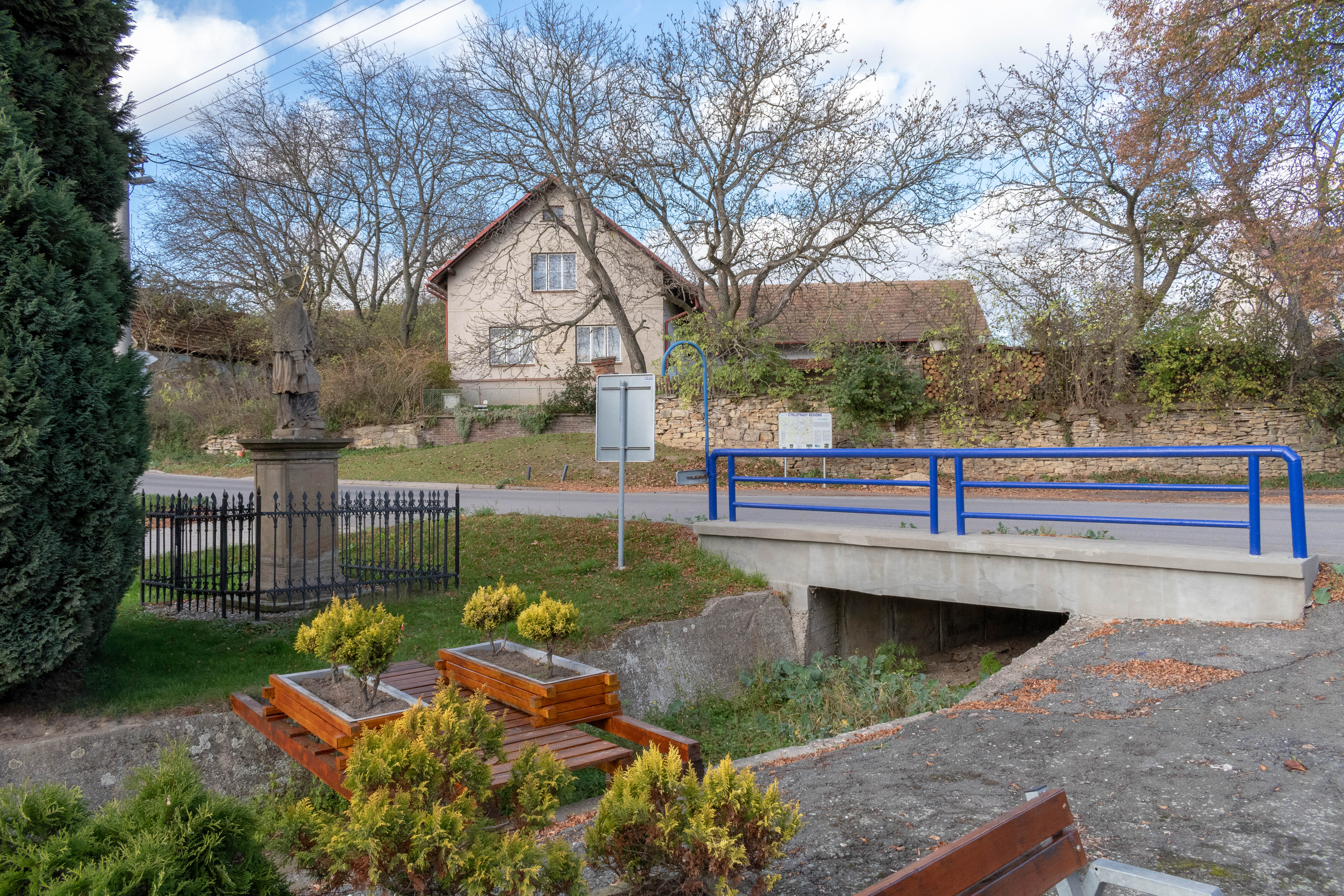
Pont à Krchleby.

## Transports
Par la route, Krchleby se trouve à 8,7 km de Vamberk, à 14 km de Rychnov nad Kněžnou, à 40 km de Hradec Králové et à 159 km de Prague.